# Convenzione internazionale sull'oppio

Articolo del The Daily Picayune, 24 febbraio 1912, che riportava un arresto per droga a New Orleans, un mese dopo la firma e la ratifica della prima Convenzione internazionale sull'oppio.

Per Convenzione internazionale sull'oppio s'intendono due accordi internazionali, il primo firmato a L'Aia il 23 gennaio 1912 e il secondo a Ginevra il 19 febbraio 1925. Si trattò dei primi trattati internazionali di controllo dei traffici di droga.

## La prima Convenzione
Per iniziativa del presidente statunitense Theodore Roosevelt, al fine di combattere il contrabbando e l'abuso di oppio in Cina (e nel Sud-est asiatico in generale), fu convocata una Commissione internazionale sull'oppio a Shanghai nel 1909, che ebbe principalmente carattere di studio preliminare e di documentazione sul problema e i suoi risultati servirono a porre le basi per i lavori della prima vera e propria conferenza internazionale tenuta a L'Aia (Paesi Bassi) nel 1912, che arrivò alla firma della prima Convenzione internazionale sull'oppio da parte delle delegazioni di Germania, Stati Uniti, Cina, Francia, Regno Unito, Italia, Giappone, Paesi Bassi, Persia, Portogallo, Russia e Siam.
In sintesi, la prima Convenzione stabiliva:
- definizione di oppio grezzo, preparato e medicinale;
- formule chimiche della morfina, della cocaina e dell'eroina;
- «Gli Stati contraenti faranno ogni sforzo per controllare o far controllare tutti coloro che fabbricano, importano, vendono, distribuiscono ed esportano la morfina, la cocaina e i loro rispettivi sali, nonché gli stabilimenti dove queste persone esercitano tale industria o commercio»;
- il divieto ad esportare tali sostanze negli Stati che ne avevano fatto specifica proibizione;
- speciali clausole disciplinavano la situazione della Cina ed infatti gli Stati firmatari si impegnavano ad emanare «i provvedimenti necessari per impedire l’entrata di contrabbando, tanto nel territorio cinese, quanto nelle loro colonie nell’Estremo Oriente e nei territori presi in affitto che essi occupano in Cina, dell’oppio grezzo e preparato, della morfina, della cocaina e dei loro rispettivi sali».[2]

Nel 1919 la Convenzione ottenne validità mondiale essendo incorporata nel Trattato di Versailles, il quale attribuì alla Società delle Nazioni il compito di far rispettare le disposizioni della Convenzione.

## La seconda Convenzione
Su impulso determinante degli Stati Uniti, poiché gli impegni sottoscritti durante la prima Convenzione faticarono a tradursi in leggi coerenti da parte degli Stati firmatari anche a seguito dello scoppio della prima guerra mondiale, si tennero due nuove conferenze internazionali riunite a Ginevra (Svizzera) nel 1924 e nel 1925, in cui furono studiate e proposte nuove misure più restrittive per limitare la produzione degli stupefacenti allo stretto indispensabile per gli scopi sanitari e scientifici. Il 19 febbraio 1925, delegazioni dell'Albania, Austria, Belgio, Brasile, Impero britannico, Canada, Australia, Unione Sudafricana, Nuova Zelanda, Irlanda, Bulgaria, Cecoslovacchia, Cile, Cuba, Danimarca, Francia, Germania, Giappone, Grecia, Lettonia, Lussemburgo, Nicaragua, Paesi Bassi, Persia, Polonia, Portogallo, Regno dei Serbi, Croati e Sloveni, Siam, Spagna, Sudan, Svizzera, Ungheria e Uruguay firmarono una revisione definitiva della Convenzione internazionale sull'oppio. Alcuni Paesi, come gli Stati Uniti d'America, la Cina e l'Italia, rifiutarono di firmare poiché non erano soddisfatti dal testo della nuova Convenzione, ritenuto insufficiente ai fini della risoluzione del problema.
In sintesi, la seconda Convenzione stabiliva:
- l'istituzione di un Comitato Centrale Permanente dell'oppio presso la Società delle Nazioni;
- la creazione di un sistema di autorizzazioni per l'importazione verso altri Stati;
- restrizioni nel commercio di nuove sostanze, come la cannabis indica e l'ecgonina.[5][3]

### Accordi integrativi
Dal 27 maggio al 13 luglio 1931, sempre a Ginevra, fu convocata una nuova conferenza internazionale (cui parteciparono ben 57 delegazioni di Stati) che giunse alla firma di una nuova Convenzione sugli stupefacenti a completamento di quelle del 1912 e del 1925, la quale introdusse misure ancora più restrittive delle precedenti quali:
- la determinazione del fabbisogno di stupefacenti di ciascuno Stato per usi medicinali e scientifici e la loro fabbricazione limitata a tale fabbisogno;
- la ripartizione del quantitativo strettamente necessario fra i Paesi produttori;
- la distribuzione del prodotto a ogni Paese consumatore per gli usi leciti.[1][6]

Nello stesso anno, su invito del governo del Siam a seguito di un'inchiesta condotta dal Comitato Permanente dell'oppio, sette Stati coloniali o con interessi economici in Estremo Oriente (Francia, Inghilterra, India, Giappone, Paesi Bassi, Portogallo e Siam) approvarono a Bangkok un accordo integrativo di quello di Ginevra (1925) riguardante l'oppio da fumo contenente undici raccomandazioni sulle misure preventive per contrastare tale problema.
Nel giugno 1936, sempre presso la Società delle Nazioni a Ginevra, fu nuovamente convocata una Conferenza internazionale che si concluse con la firma della Convenzione sulla repressione del traffico illecito degli stupefacenti, la quale rafforzava le misure stabilite nelle Convenzioni precedenti e colmava le lacune constatate in materia di procedura penale, soprattutto per quanto riguardava la disciplina dell'estradizione e delle rogatorie per i reati di traffico illegale di narcotici; tuttavia, la Convenzione trovò scarsa applicazione poiché apparve molto generica nella sua formulazione, non specificando ad esempio la determinazione delle pene detentive per i trafficanti di droga.
Durante la Conferenza di Lake Success nel 1946, il catalogo delle droghe riconosciute come tali venne ampliato, fino a comprendere tutte le sostanze sintetizzate dopo la Convenzione del 1931 e trasferì tutte le competenze in materia di stupefacenti dalla Società delle Nazioni all’Organizzazione delle Nazioni Unite (ONU).
Tali accordi furono definitivamente sostituiti dalla Convenzione unica sugli stupefacenti del 1961.

## Elenco dei trattati internazionali sull'oppio
- La Convenzione Internazionale sull'Oppio del 1912, firmata all'Aia il 23 gennaio 1912,  aveva lo scopo di regolamentare l'import-export dei derivati del papavero da oppio;
- l'Accordo sulla fabbricazione, il commercio interno e l'uso dell'oppio preparato, firmato a Ginevra l'11 febbraio 1925;
- la Convenzione Internazionale sull'Oppio, firmata a Ginevra il 19 febbraio 1925;
- la Convenzione per la limitazione della produzione e la regolamentazione della distribuzione di stupefacenti, firmata a Ginevra il 13 luglio 1931;
- l'Accordo per il controllo del fumo di oppio in Estremo Oriente, firmato a Bangkok il 27 novembre 1931;
- la Convenzione per la repressione del traffico illecito degli stupefacenti, firmata a Ginevra il 26 giugno 1936;
- il Protocollo firmato a Lake Success, l'11 dicembre 1946, che modifica gli Accordi, le Convenzioni e i Protocolli sugli stupefacenti conclusi all'Aia il 23 gennaio 1912, a Ginevra l'11 febbraio 1925, il 19 febbraio 1925 e il 13 luglio 1931, a Bangkok, 27 novembre 1931, e a Ginevra, 26 giugno 1936, eccetto per quanto riguarda i suoi effetti su quest'ultima di queste Convenzioni.